# El Entronque de la Unión
El Entronque de la Unión är en ort i Mexiko.   Den ligger i kommunen La Unión de Isidoro Montes de Oca och delstaten Guerrero, i den södra delen av landet, 300 km sydväst om huvudstaden Mexico City. El Entronque de la Unión ligger 60 meter över havet och antalet invånare är 162.
Terrängen runt El Entronque de la Unión är platt åt sydväst, men åt nordost är den kuperad. Havet är nära El Entronque de la Unión åt sydväst. Runt El Entronque de la Unión är det glesbefolkat, med 15 invånare per kvadratkilometer. Närmaste större samhälle är La Unión, 6,1 km norr om El Entronque de la Unión. Omgivningarna runt El Entronque de la Unión är en mosaik av jordbruksmark och naturlig växtlighet.